# Жукова, Лекха Вильевна
Ле́кха Ви́льевна Жу́кова (17 июля 1963, Свердловск, РСФСР — 25 марта 2017, Москва) — российский историк, кандидат исторических наук, доцент исторического факультета МГУ им. М. В. Ломоносова.

## Биография
Родилась 17 июля 1963 г. в Свердловске. Вследствие того что она росла в неполной семье — без отца, ей с раннего детства пришлось столкнуться с материальными лишениями. Окончив среднюю школу № 5 в г. Обнинск Калужской области, Л. В. Жукова несколько лет проработала в учреждениях, так или иначе связанных с исторической наукой (Государственный музей искусства народов Востока, Центральный государственный военно-исторический архив СССР, Институт востоковедения АН СССР, Институт Дальнего Востока АН СССР), параллельно окончив в 1989 г. исторический факультет Московского государственного университета им. М. В. Ломоносова. С 1989 г. Л. В. Жукова трудилась в стенах родной «alma mater», пройдя путь от старшего лаборанта до доцента. В 1996 г. защитила кандидатскую диссертацию по теме «Идеологическое обоснование русско-японской войны в России». В 2013 г. ей было присвоено ученое звание доцент по кафедре истории России XIX — начала XX века. Скончалась Лекха Вильевна на 54-м году жизни 25 марта 2017 г. от остановки сердца. Похоронена в Москве на Донском кладбище.

## Научная и педагогическая деятельность
Л. В. Жукова опубликовала около 100 научных работ: книги (в основном учебно-методические пособия и справочники), статьи в научных журналах и сборниках. Регулярно выступала с докладами на научных конференциях и симпозиумах. Л. В. Жукова последовательно занималась исследованиями в русле нового междисциплинарного направления — военно-исторической антропологии, активно популяризировала ее достижения в своей преподавательской деятельности, привлекая внимание к военно-исторической проблематике не только коллег-историков, но и студенческой молодежи. Также в сферу научных и преподавательских интересов Лекхи Вильевны входили историко-культурные контакты России и стран Дальнего Востока, история военного духовенства России. Л. В. Жуковой, в частности, принадлежит заметная роль в изучении вопроса о появлении в России мифа о «жёлтой опасности». Являясь действительным членом Международной ассоциации исторической психологии, созданной в 1997 г. в Санкт-Петербурге, она принимала участие в работе практически всех конференций, организованных этой ассоциацией, выступала в качестве одного из редакторов ежегодника «Военно-историческая антропология. Актуальные проблемы изучения», постоянно принимала участие в работе круглого стола «Россия и мир глазами друг друга», проводимого в ИРИ РАН. Л. В. Жукова является автором пользующихся устойчивым спросом на рынке образовательных услуг учебно-методических разработок по отечественной истории для учителей, а также учебных пособий для абитуриентов и школьников. Написанная ею, а также в соавторстве (с Л. А. Кацвой, Ю. А. Щетиновым и др.), учебная литература получила высокую оценку не только экспертно-методического сообщества, но и самих учителей, школьников и абитуриентов. Эти книги ежегодно переиздавалась массовыми тиражами в крупнейших издательствах, выпускающих учебную литературу («Экзамен», «Просвещение», «Проспект», «Махаон», «Дрофа» и др.). Л. В. Жукова являлась активным популяризатором отечественной истории. В частности, можно отметить ее работу в качестве консультанта при создании получившего престижную премию Гран-при «Золотой меч» на Международном кинофестивале «Военное кино» 2004 г. документального фильма «На сопках Маньчжурии»; участие в документальном фильме о русско-японской войне 1904—1905 гг. «Россия. Уроки японского» (Россия, 3 серии, ст. «ОТР») 2015 года; участие в подготовке выставки «Взгляни в глаза войны. Россия в Первой мировой войне в кинохронике, фотографиях, документах», с успехом прошедшей в Москве в 2014 г., а затем в 2015 г. в Историческом музее Сербии в Белграде и в Музее русского искусства в Миннеаполисе (США) и т. д.

Л. В. Жукова внесла неоценимый вклад в популяризацию исторической науки.
Благодаря ее преподавательской деятельности на историческом факультете МГУ им. М. В. Ломоносова сотни студентов и аспирантов связали свою профессиональную деятельность с исторической наукой.
Лекха Вильевна старалась применять новаторские методы обучения, помогая студентам совершенно по-новому увидеть и исследовать исторические источники, в том числе художественную литературу в качестве очень сложного, но интересного источника, отражающего ту или иную эпоху. Каждый семинар, лекция, выступление, которые проводила Л. В. Жукова, были по-своему уникальны. Лекха Вильевна учила своих студентов очень бережно обращаться с историческим фактом и источником, показывая на примерах настоящего, как важно уже сейчас, в наше время, создавать правдивые исторические источники для будущих поколений.
Благодаря семинарам Лекхи Вильевны ее студенты заново открывали для себя историю, учились смотреть на то, что казалось очевидным, под иным углом, делали очень важные для себя открытия в понимании исторических процессов.

Благодаря Л. В. Жуковой исследовались и продолжают исследоваться темы, практически не охваченные и не изученные в исторической науке. Аспиранты и студенты Лекхи Вильевны занимались важными исследованиями, находящимися на стыке исторической науки, антропологии, военной истории, медицины и психиатрии.— Макичян Армине Артуровна, кандидат исторических наук, заместитель заведующего экскурсионно-методическим отделом Государственного Исторического музея

## Инициатива стипендии имени Лекхи Жуковой
Ко второй годовщине ухода Лекхи Жуковой группа однокурсников и учеников выступила с инициативой создания стипендии ее имени, которая будет присуждаться малоимущей студентке вечернего отделения Исторического факультета МГУ, проживающей в Московской области и вынужденной тратить много времени на поездки на занятия на общественном транспорте. Стипендия должна послужить трамплином, который поможет реализовать потенциал без необходимости жертвовать здоровьем. Будучи предельно требовательной к себе, Лекха всегда работала и училась с максимальной отдачей, но именно тройная нагрузка, которую ей пришлось выдерживать — работать, чтобы обеспечивать себя, учиться и совершать ежедневные длительные поездки из Долгопрудного в Москву в переполненных автобусах и электричках, существенно удлинили рабочий день, оставляя ее почти без сна, и легли на плечи тяжелым бременем: уже на первом курсе из-за тройной нагрузки у нее случился микроинфаркт. Однокурсники убеждены, что Лекха ушла так непростительно рано, не реализовав полностью талантов историка и преподавателя, из-за того, что подорвала свое здоровье в молодые годы. Проект создания стипендии имени Лекхи Жуковой направлен на исправление социальной несправедливости: он позволит молодым талантливым студенткам реализовать свой потенциал, без необходимости жертвовать здоровьем. Благодаря ежегодному присуждению стипендии имени Лекхи Жуковой, её имя будет продолжать жить в стенах исторического факультета среди студентов, которым она посвятила творчество и жизнь.

## Основные работы
- Жукова Л.В. Военное духовенство в России в конце XIX — начале XX века: Сборник статей / Под ред. Д. А. Андреева, О. В. Белоусовой. — СПб.: Алетейя, 2020. — 366 с. — (Труды исторического факультета МГУ. Вып. 112. Сер. II: Исторические исследования, 63). — 500 экз. ISBN 978-5-00165-086-7
- Человек и фронтовая повседневность в войнах России XX века. Очерки по военной антропологии. [В соавторстве с Е. С. Сенявской, А. С. Сенявским.] — М. Институт российской истории РАН. Центр гуманитарных инициатив, 2017. — 418 с. — (Historia Russica). — 500 экз. ISBN 978-5-8055-0318-5
- История России с древнейших времен. Справочник. — М. Экзамен, 2018. — 528 с. 11-е изд. — 5000 экз.
- История России в датах: справочник. [В соавторстве с Л. А. Кацвой] — М. Проспект, 2019. — 320 с. — 2000 экз.
- Контрольные и проверочные работы по истории: классы 5-9. Метод. пособие. — М. Дрофа, 1997. — 175 с. — 50000 экз.
- История России с древнейших времен до наших дней. [В соавторстве с Е. Е. Вяземским, В. А. Шестаковым] — М. Махаон, 2005. — 464 с. — 15000 экз.
- История России с древнейших времен до конца XVIII века. Пособие для учащихся 8 класса. — М. Экзамен, 1998. — 192 с. — 20000 экз.
- История России XIX век. Пособие для учащихся 9-10 классов. — М. Экзамен, 1998. — 192 с.
- История России XX век. Пособие для учащихся 10-11 классов. — М. Экзамен, 1998. — 192 с.
- История. Ответы на вопросы. Устный экзамен, теория и практика. Для абитуриентов и учащихся 11 классов. — М. Экзамен, 1998. — 256 с. — 40000 экз.
- Повседневность японского плена. Русские солдаты и офицеры в Японии в 1904—1905 годах // Научно-аналитический журнал Обозреватель — Observer. —2010. — № 1. — С. 106—119.
- Братские собрания военного духовенства и внутриведомственные благотворительные инициативы (в конце XIX — начале XX вв.) // Genesis: исторические исследования. — 2017 — № 3. — С. 224—242.
- Кто такие русские «восточники»? // Самопознание. — 2015. —№ 05/5. — С. 32-44.
- Врагу не сдается наш гордый «Варяг»…: героические образы русско-японской войны в исторической памяти россиян // Вестник Российского университета дружбы народов. Серия История России. — 2009. — № 1. — С. 68-81.
- Праздники на фронте (по материалам Русско-японской войны) // Историческая психология и социология истории. — М. Издательство Учитель, 2015, том 8, № 1.
- Формирование «образа врага» в русско-японской войне 1904—1905 гг. // Военно-историческая антропология. Ежегодник 2003/2004. Новые научные направления. — М: Российская политическая энциклопедия (РОССПЭН), 2005. — С. 259—275.
- Благотворительная деятельность А. А. Желобовского // Вестник Православного Свято-Тихоновского гуманитарного университета. Серия 2: История. История Русской Православной Церкви, издательство Негосударственное образовательное учреждение высшего профессионального образования Православный Свято-Тихоновский гуманитарный университет (Москва), Выпуск 4 (59), с. 58-73